# 斎藤隆 (野球)
- 齋藤隆

斎藤 隆（さいとう たかし、1970年2月14日 - ）は、宮城県仙台市若林区出身の元プロ野球選手（投手、右投左打）、野球解説者。2020年以降の登録名は齋藤 隆（読み同じ）。

## 概要
投手としてNPB（横浜ベイスターズ、東北楽天ゴールデンイーグルス）で2度のリーグ優勝、2度の日本シリーズ優勝に貢献。MLB（ロサンゼルス・ドジャース、ミルウォーキー・ブルワーズ）では2度の地区優勝に貢献した。個人ではNPBで合計1個のタイトルを獲得している。
現役時代は、NPBで2球団、MLBで5球団に在籍。MLBのロサンゼルス・ドジャースへ在籍した時期には、当時のチームメイトであったマット・ケンプから“Sammy”（サミー）という愛称を付けられていた。
現役引退後の2016年には、MLBのサンディエゴ・パドレスで、インターンとして編成業務に従事し、2017年から2019年まで同球団のベースボールオペレーションアドバイザー兼パシフィックリムアドバイザーを務めた。2020年にNPBの東京ヤクルトスワローズで一軍投手コーチ、2022年・2023年に横浜DeNAベイスターズで一軍チーフ投手コーチを務めた。

## 経歴

### プロ入り前
4歳上の長兄・2歳上の次兄とも東北高校在学中に硬式野球部で甲子園球場の全国大会出場を経験していた影響で、次兄のいた同校へ仙台市立南小泉中学校から進学。進学当初の同部の先輩に、佐々木主浩と葛西稔（いずれも次兄の同級生で2学年上の右投手）がいた。3年時の1987年には、「5番・一塁手」として第69回全国高等学校野球選手権大会に出場。3兄弟通算5回目の甲子園大会出場も成し遂げると、智弁和歌山高校との1回戦で2安打を放ったが、帝京高校との2回戦で芝草宇宙にノーヒットノーランを喫した。
高校卒業後に、地元の東北福祉大学へ進学。硬式野球部では当初は内野手（主に一塁手）として仙台六大学野球のリーグ戦に出場していたが、2年時に投球練習で遊んでいた姿を監督の伊藤義博が目撃したことをきっかけに、伊藤の勧めで本格的に投手に転向。4年時の1991年、全日本大学野球選手権大会で関西大学を延長17回の末に下し、初の大学日本一を果たした。さらに初開催された第1回全日本アマチュア野球王座決定戦でも先発投手となった。また、その年の第20回日米大学野球選手権大会で、日本代表の救援投手として登板するなど、大学球界を代表する速球派投手にまで成長した。在学中のチームメイトは、3学年上の上岡良一投手、2学年上の佐々木主浩や大塚光二はじめ、1学年上の矢野燿大、宮川一彦、小坂勝仁と吉田太両投手、同期の金本知憲（1浪入学）、浜名千広、伊藤博康、作山和英投手、2学年下の関根裕之と三野勝大両投手などがNPB入り（プロ入り）し、その多くがNPBで活躍した。
1991年のNPBドラフト会議を前に目玉選手の一人として注目を受け、特に横浜大洋ホエールズは事前に1位指名を発表していた。本人は「在京球団の1位指名なら球団にはこだわらない」と発言しており、特に1位指名を確約した大洋に対しては先輩の佐々木が在籍していることもあって好意的な反応を示していたが、大洋や西武ライオンズといった在京球団だけでなく、即戦力投手の補強を目指していた中日ドラゴンズや近鉄バファローズなども興味を示していた。ドラフト会議当日、斎藤は1巡目で大洋と中日から重複指名を受け、抽選で交渉権を獲得した大洋に、契約金1億円、年俸900万円（金額は推定）という条件で入団した。背番号は11。東北福祉大学からは2年前（1990年）の佐々木に次ぐドラフト1位入団となった。同期入団の選手に、三浦大輔や永池恭男などがいる。

### 大洋・横浜時代
1992年、即戦力として期待されていたが、春季キャンプで肩を痛め、ドラフト1位と注目を集めていたことから無理をして投げ続け、プロ初登板を果たしたものの結局怪我の影響で未勝利に終わる。
1993年、開幕ローテーションには入れなかったが、ほどなく先発ローテーションに定着し規定投球回をクリアする。新人王有資格者中最多の8勝を挙げたが、伊藤智仁（ヤクルトスワローズ）に敗れて新人王を逃した。
1994年、レギュラーシーズンでの公式戦初登板から91回2/3連続被本塁打0を記録するなど好成績を残したほか、オールスターゲームにセントラル・リーグの監督推薦選手として初めて出場した。先発投手としては、好投しながら勝負どころで決定打を許すことが多く、チームトップの9勝を挙げた一方でリーグ最多の12敗を記録。6月24日の対読売ジャイアンツ戦では1失点完投勝利、9月10日の対ヤクルト戦（いずれも横浜スタジアム）では完封勝利を挙げたものの、チームはこの間の54試合で延べ193人の投手を注ぎ込んだ末に「公式戦における連続無完投54試合」という日本プロ野球記録を達成してしまった。
1995年、開幕から先発ローテーションを休まず最後までただ1人守ったが、8勝止まりだった。ローテーション入りをした1993年から1995年の3年間は、2桁勝利には届かなかった。
1996年、先発投手として独り立ちさせようとした新監督の大矢明彦の采配により11完投をし、プロ入り初の2桁勝利を記録。しかし敗戦も同数の10敗を記録した。奪三振数206で最多奪三振のタイトルを初獲得。4月には自身初の月間MVPも獲得した。斎藤は「大矢さんじゃなかったら匙を投げていたと思う」と開花するまで我慢して起用し続けてくれた大矢監督に感謝を述べている。一方で31被本塁打を記録し、中でも巨人の松井秀喜に7本塁打を打たれた。
1997年、春季キャンプ中に右肘に遊離軟骨が発見され、除去手術を行う。チームが強くなっていた時期でもあり、リハビリを行いながら病院で野球中継を見て「どうして俺はあそこに立っていないんだろう」と悔しい日々を送る。終盤二軍で復帰登板はしたものの、一軍登板できずにシーズンを終えた。
1998年、4月5日に中継ぎ投手として復帰登板し、4月29日には583日ぶりの勝利を挙げる。中盤以降先発に復帰を果たし、13勝5敗1セーブの好成績で38年ぶりのリーグ優勝、日本一に貢献。日本シリーズでは史上9人目の初登板初完封を挙げる活躍で、優秀選手に選ばれた。セ・リーグのカムバック賞を受賞した。
1999年、チーム打線の好調もあり自己最高の14勝を記録し、敗戦数もわずか3で、勝率.824を記録したが防御率は悪化し、3年前を越える32被本塁打を喫した。
2000年は6勝10敗、防御率5.52と前年から大きく成績を落とした。
1999年オフに不動のクローザーだった佐々木主浩がフリーエージェントでMLBのシアトル・マリナーズへ移籍して以降、チームに確固とした抑え投手が不在だったため、2001年に就任した新監督の森祇晶は「俺はお前と心中する」という言葉で、当初転向に難色を示していた斎藤をストッパーに転向させる。この転向は成功し、同年は7勝1敗27セーブ、防御率1.67の好成績を挙げ、「大魔神」と言われた佐々木に対し、新魔神という愛称も付いた。この経験が後の先発再転向、そしてメジャーでの生活に活きたと本人は述べている。
2002年も抑え投手として活躍。オフにはFAとなり、メジャーリーグへの移籍を模索したが、結局3年総額7億3000万円の契約を結んで横浜に残留した。
2003年からは新監督の山下大輔の意向により、先発に復帰し、安定感を欠きながらも、6勝を挙げた。
2004年は、わずか2勝5敗でシーズンを終えた。
2005年は2年ぶりに投球回数が100を超えたが、3勝4敗と不本意な成績でシーズンを終えた。オフ、斎藤は「たった一度でもいいからメジャーで投げたい」と家族を説得し、再度メジャーリーグ挑戦を目指して自由契約となり、ジョー・アーボンと代理人契約を結ぶ。だが36歳になる高齢であることや、この数年不振が続いていたことから、斎藤に興味を示す球団はなかなか見つからなかった。

### ドジャース時代
2006年2月7日にロサンゼルス・ドジャースとマイナー契約を結び、スプリングトレーニングに招待選手として参加。7試合に登板して防御率4.09、WHIP1.27の成績に終わり、3月23日にAAA級ラスベガス行きを通告され、チームの開幕戦はスタンドで観戦したという。しかしレギュラーシーズン開幕直後にクローザーを務めていたエリック・ガニエが右肘を痛めて故障者リスト入りしたため、入れ替わりで4月7日にメジャーに昇格した。
9日のフィラデルフィア・フィリーズ戦でメジャー初登板、18日のシカゴ・カブス戦で初勝利を飾り、チームメイトのサンディー・アロマー・ジュニアから「ウェルカム・トゥ・ザ・ビッグリーグ!」と声をかけられ祝福されたという。当初はセットアッパーとして起用されていたが、登板8試合目まで無失点、4月は12試合に登板し13回を7安打1失点15奪三振の好成績を残すと、5月にはガニエの代役を務めていたダニス・バエスに代わってクローザーに指名され、5月15日のコロラド・ロッキーズ戦でメジャー初セーブを挙げる。6月2日にガニエが復帰したため一時セットアッパーに戻ったが、ガニエの右肘痛再発により再びクローザーに指名され、7月5日のアリゾナ・ダイヤモンドバックス戦まで15試合連続無失点を記録。
9月18日のサンディエゴ・パドレス戦はチームのプレーオフ進出に向けて絶対に負けることのできない試合だったが、9回表に1点ビハインドの状況からマウンドに上がるも制球が定まらず打ち込まれ、差を4点に広げられてしまう。ベンチに戻ってからはうなだれて下を向いていたが、チームメイトから「上を向け」、「おまえがいたからここまで来られたんだ」、「俺達が点を取ってやるから見てろ」と励まされたという。9回裏、奮起したドジャース打線が反撃を開始、4番のジェフ・ケントから4者連続でソロ本塁打を打ち同点に追いつく。この後10回表にアーロン・シーリーが再び1点を勝ち越されるも、斎藤を一番に励ましていたというノマー・ガルシアパーラが10回裏に逆転サヨナラ2点本塁打をレフトに放ち、劇的な勝利を収めた。「ノマーとは運命的なものを感じる」と泣きながら感謝の言葉を口にした。ガルシアパーラは24日のダイヤモンドバックス戦でもサヨナラ満塁本塁打を放ち、斎藤に白星をつけた。30日のサンフランシスコ・ジャイアンツ戦では球団新人記録となる24セーブ目を挙げる。
この年はチーム最多の72試合に登板し防御率2.07、リリーフ投手中リーグ1位のWHIP0.91、同じく両リーグ最多となる107奪三振の好成績を挙げ、サイ・ヤング賞の選出投票で8位となった。後にピッツバーグ・パイレーツと契約する桑田真澄は、この斎藤の成功が自身にメジャー挑戦を決断させたと語っている。ポストシーズンではニューヨーク・メッツとのディビジョンシリーズで2試合に登板し2回2/3を無得点に抑えたものの、リードした場面での登板機会はなくチームは3連敗を喫した。オフには1年100万ドル（約1億1500万円）、出来高30万ドルで契約を更新。
2007年もクローザーとして起用され、開幕から順調にセーブを積み重ねる。6月には負けが込んでいたチームの悪い雰囲気をぬぐい去るため、試合後にロサンゼルスの店で侍の衣装を購入し、次の試合前に侍の格好でロッカールームを歩き回ってチームメイトたちを笑わせた（次の日の試合前にも侍姿で登場した。普段は滅多に笑わないジェフ・ケントも好評だったという）。また本人のブログによると、対戦相手のニューヨーク・メッツの選手にも大ウケされ、和ませてしまったらしい。26日のダイヤモンドバックス戦では自己最速の99mph（約159km/h）を記録。これはレギュラーシーズン中に日本人選手の計測した球速としては伊良部秀輝、五十嵐亮太、山口和男を抜いて歴代最速となった（2010年に由規が161km/hを記録して更新）。この試合では98mph（約158km/h）も計時し、本人によれば日本での自己最速は153km/hであったため「この年で99マイルはどうなんですかね」と本人も半信半疑だったが、球場内の表示とテレビ中継の表示は共に同じ数字を示していた。また同日に記録したセーブによりメジャーデビュー以来48度のセーブ機会で45の成功を収め、初セーブ機会からの救援成功率で44/48のガニエを抜きメジャー新記録を樹立した。前半戦だけで23セーブを挙げるなど変わらぬ安定感が評価され、7月11日に行われたオールスターゲームに監督推薦で初出場。最速97mph（約156km/h）を計時し1イニングを三者凡退に抑えた。8月にも抜群の安定感を示し、月間MVPは候補に留まったものの、日本人投手初となる月間最優秀救援を受賞した。シーズンも佳境となった9月19日、ロッキーズとのダブルヘッダー第二戦で1点リードの9回裏に登板。熾烈を極めるワイルドカード争いの中で迎えたこの一戦で、逆転サヨナラ2点本塁打を打たれシーズン初黒星を喫する。結果的にロッキーズはこの勝利から奇跡的な快進撃を続け、サンディエゴ・パドレスとのワンデイプレーオフを制してワイルドカードを獲得。ドジャースは急激に調子を落とし、ワイルドカード争いから脱落することとなってしまった。しかし斎藤はこの年ナ・リーグ3位の39セーブ、リーグのリリーフ投手の中で最も低い防御率1.40とWHIP0.72を記録（メジャー全体ではJ.J.プッツの防御率1.38、WHIP0.70に次ぐ2位）するなど抜群の成績を残した。
オフには年俸200万ドル（約2億1600万円）＋出来高20万ドルでドジャースと再契約を結ぶ。また毎年オフに発表されるアメリカのスポーツ統計専門会社イライアス・スポーツ・ビューローによる現役メジャー格付けランキングにおいて、ナ・リーグの救援投手部門トップの評価を受けた（日本人メジャーリーガーでは初のランク1位）。このランキングはFA補償の公式資料として認知されており、投手の場合は登板数、防御率など、あらゆる成績から独自の計算式で得点化している。補償に関しては過去2年分の成績が対象となる。2年間通算で63セーブはリーグ7番目（最多はトレバー・ホフマンによる88セーブ）だったが、2年間通算でそれぞれリーグ1位の防御率1.77、WHIP0.82、被打率.166、奪三振率11.67が評価された。

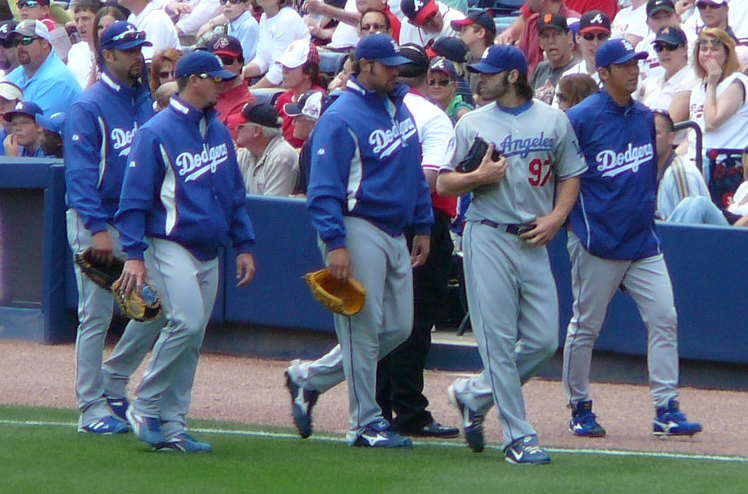
ロアイザ、プロクター、ブロクストン、バイムルら他のドジャース投手陣と(2008年)

2008年もクローザーとして起用され、前半戦は防御率2.18、WHIP1.06と好投を続けていたが、7月12日のフロリダ・マーリンズ戦で右肘靭帯を痛め故障者リスト入り。9月15日のピッツバーグ・パイレーツ戦で復帰したが、復帰後は防御率4.76、WHIP1.92と本調子を欠き、ポストシーズンでもカブスとのディビジョンシリーズでは3連打を打たれ降板。フィリーズとのリーグチャンピオンシップシリーズではロースターから外れた。

### レッドソックス時代

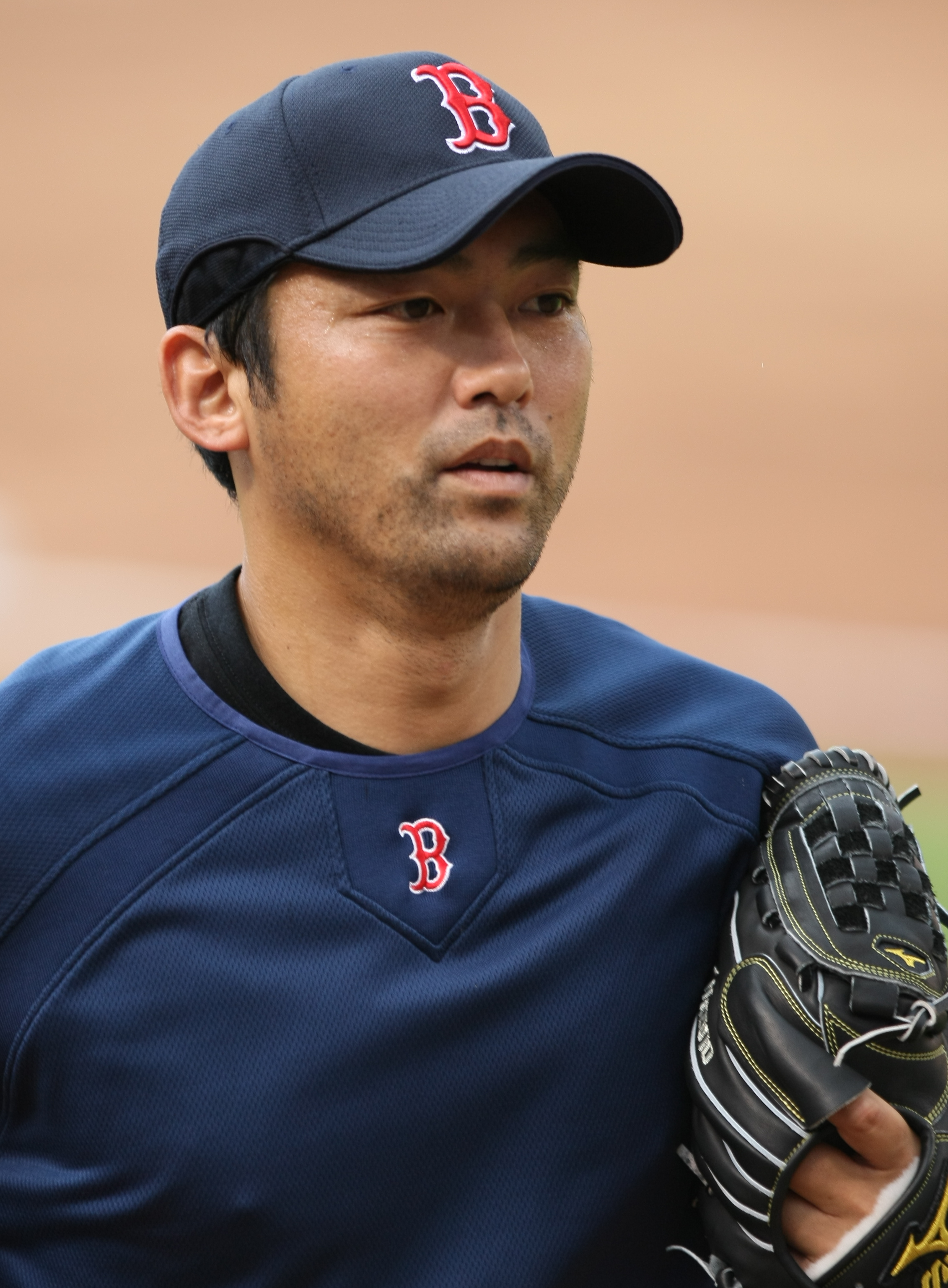
レッドソックス時代（2009年）

2009年1月10日にボストン・レッドソックスと1年150万ドル＋出来高600万ドルで契約を結んだ（2年目は球団オプション）。レッドソックスではマニー・デルカーメン、岡島秀樹らと共にセットアッパーとしての起用が見込まれ、契約では「8回とジョナサン・パペルボンの休養日の抑え」と伝えられたと報じられている。6月11日にNPB/MLB通算100勝目を挙げ、NPB/MLB通算100勝100セーブを達成。翌日も勝利投手となり、日本人メジャーリーガー初の2試合(2日)連続勝利投手になった。前半戦は防御率3.52、WHIP1.37と振るわず、最終的に奪三振率、与四球率、WHIP共に自己最悪の成績に終わるが、後半戦は防御率1.08、WHIP0.92と好投し、メジャー入り以来4年連続での防御率2.50未満を記録した。翌年の契約オプションは球団側が持っていたが、2010年の年俸となる「2009年の年俸＋出来高」が600万ドルという、セットアッパーとしては異例の高額に及んでしまったため、オプションを行使せずにウェイバー公示された。

### ブレーブス時代
2009年12月4日にアトランタ・ブレーブスと1年契約を結んだ。
2010年はクローザーのビリー・ワグナーに繋ぐセットアッパーとして起用され、両リーグのリリーフ投手中4位のウェルヒット率（アウトやヒットに関わらず相手打者に良い当たりを打たれた率）.124、同ナ・リーグ9位のFIP2.43、同6位の奪三振率11.50を記録するなどチームのプレーオフ進出に貢献。この年は特に速球が効果を発揮し、速球の奪空振り率は両リーグトップの33.5パーセントを記録した。5月30日のパイレーツ戦で初勝利を挙げ、同時に日本人メジャー投手初となる40歳代での勝利を達成。8月8日のジャイアンツ戦で3点リードの9回一死から二塁打を打たれた以外は3者空振り三振に抑え、日本人メジャー投手初となる40歳代でのセーブを達成した。7月31日には日本人メジャー投手では長谷川滋利以来となる5年連続40登板を達成。8月29日にはブライアン・マッキャンのMLB初のビデオ判定によるサヨナラ本塁打で2勝目を記録した。その後も9月16日まで6試合連続無安打無失点と好投を続けるも、9月17日のメッツ戦の8回に2者連続三振を奪った後の3人目の打者へ2球目を投げた後、右肩の痛みを訴え降板。チームがプレーオフ争いを続けていることもあり「薬でも注射でも使って戻ってきたい」と語った。検査の結果右肩腱炎と診断され、故障者リスト入りはせずに10月2日のフィリーズ戦の5点ビハインドの9回に登板し復帰。しかし打者6人と対戦し2安打3四球。一死一・二塁で適時二塁打を許し、さらに満塁で押し出し四球を与え一死しか奪えず降板し、レギュラーシーズンを終了した。
ポストシーズンではジャイアンツとのディビジョンシリーズの選手登録から外れ、リーグチャンピオンシップシリーズでの復帰を目指しフロリダの教育リーグでの調整を命じられていたが、ディビジョンシリーズ第2戦で左脇腹を痛めたビリー・ワグナーに代わり第3戦で選手登録された。しかし登板はなくチームは第4戦で敗退した。

### ブルワーズ時代
2011年1月5日にミルウォーキー・ブルワーズと1年契約を結んだ。4月4日のブレーブス戦で左太ももを痛めて故障者リスト入りする。28日にはAAA級ナッシュビルで調整登板したが、左脇腹を痛め降板。6月15日に再びAAA級ナッシュビルで調整登板したが、その後再び左脇腹を痛め、7月2日のミネソタ・ツインズ戦でメジャーに復帰。7月20日のダイヤモンドバックス戦でメジャー通算300試合登板を達成。8月14日のパイレーツ戦では最速94mph（約151km/h）を記録する投球で3勝目を挙げる。8月16日には同点の9回表に登板し三者凡退に抑え、その裏味方がサヨナラ勝ちを収めたことによりシーズン4勝目を挙げた（2014年現在、41歳183日での白星は日本人メジャーリーガー最年長勝利記録となっている）。後半戦は25試合の登板で3勝1敗8ホールド、防御率1.66、WHIP1.06と好投を続けチーム29年ぶりの地区優勝に貢献し、松井秀喜を抜いて日本人メジャーリーガー史上最多となる5度目のポストシーズン出場を果たした。
ダイヤモンドバックスとのディビジョンシリーズ第2戦では6回に登板。最速93mph（約150km/h）を記録する投球で1回を無失点に抑え、ポストシーズン初白星を記録。チーム29年ぶりのディビジョンシリーズ突破に貢献した。セントルイス・カージナルスとのリーグチャンピオンシップシリーズではアルバート・プホルスを2打数無安打に抑えて「プホルスが回ったら出番」という指示も受け、第6戦で佐々木主浩に並ぶ日本人メジャーリーガー最長タイ記録となるポストシーズン通算7試合連続無失点を記録するなど、プレーオフ計6試合7イニングスを無得点に抑える好投を見せたが、この試合でチームは敗退し、涙で目を腫らしながら「頂上を取って仙台に帰りたかった」と語った。ブッシュ・スタジアムでのカージナルスとテキサス・レンジャーズのワールドシリーズでは、NHKのテレビ中継で現地からゲスト解説を務めた。
オフにはプレーオフでの安定感や過去の実績、豊富な経験を評価され6球団以上から興味を示され、FAランクは日本人選手唯一となるA判定を受け、代理人のネズ・バレロは「彼はワインと同じ。年を重ねるごとに良くなっている」と話した。

### ダイヤモンドバックス時代
2011年12月14日にアリゾナ・ダイヤモンドバックスと1年175万ドル（約1億3600万円）で契約を結ぶ。
2012年は開幕前に右脹脛を痛め、DL入りして開幕を迎える。その後マイナーで調整を続けていたが、20日に再び右脹脛を痛める。6月からマイナーでのリハビリ登板を始めるが、6月30日には右肩の炎症を起こし、ルーキーリーグでリハビリ登板した後、7月21日にDLから復帰。しかし10試合に登板した後、8月14日に左太腿裏を痛めて再びDL入りし、9月1日に復帰。速球の平均球速は前年と同じ90.7mph（約146km/h）、最速93mph（約150km/h）を記録するも、12回を投げて4本塁打を打たれるなど、16試合の登板で防御率6.76、WHIP1.83を喫する。チームもポストシーズン出場を逃し、シーズン終了後には「今年も全力を出し切ったつもりだが、例年とは違う感じがする。今年ほど体調管理の難しさを感じたことはない」と語った。

### 楽天時代

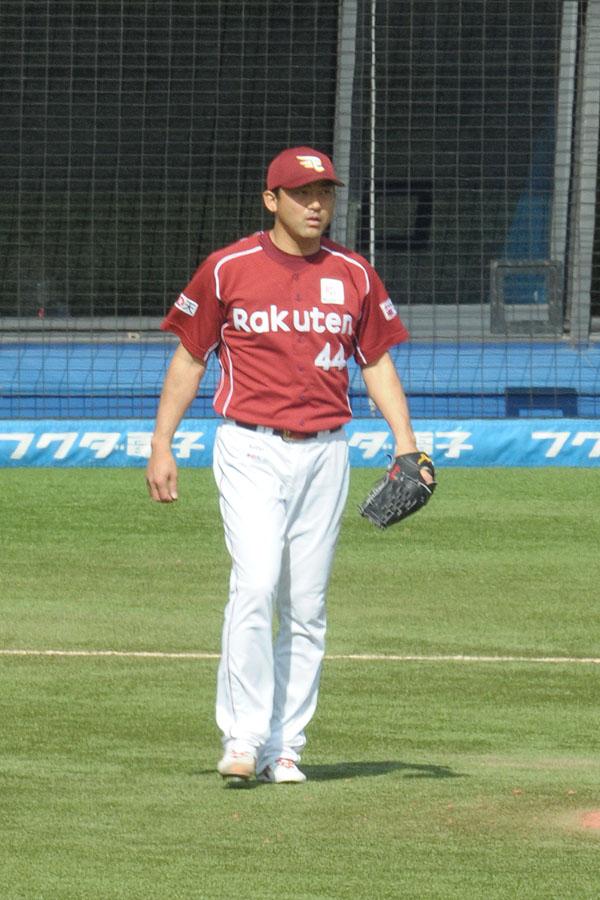
楽天時代

2012年12月29日に東北楽天ゴールデンイーグルスと1年契約で合意したことが発表された。横浜時代の2005年以来8年ぶりの日本球界復帰となった。
後に斎藤本人が2024年3月12日公開分の『フルタの方程式』で語ったところによると「全然震災とは関係ないんですけど、どうもそこに紐付けしたがられたんですけど」と前置きしつつ「楽天がずっと見てくれてたんですよね」「ダメになって殆ど声が掛からなかったんですけど、楽天だけは『是非』って言われて」とのこと。
2013年は、怪我の影響から開幕を二軍で迎えた。5月6日の対オリックス・バファローズ戦（Kスタ宮城）で、復帰後初の一軍公式戦登板。1イニングを無失点に抑えたところ、チームの勝ち越しによって、NPBで自身2768日ぶりの勝利投手になった。43歳6か月で臨んだ8月24日の対千葉ロッテマリーンズ戦（Kスタ）では、9回表にクローザーのダレル・ラズナーが故障したことを受けて、一死から急遽登板。打者3人を被安打1・自責点0で抑えた結果、NPBで自身3986日ぶり（2002年9月25日の対広島戦以来）のセーブを記録。このセーブは、NPB史上2番目の年長記録でもあった。さらに、ラズナーが故障で戦線を離脱してからは、クローザーとして球団初のパシフィック・リーグ優勝に貢献。レギュラーシーズンでは、公式戦30試合の登板で3勝4セーブを記録するとともに、防御率を2点台にとどめた。ポストシーズンでは、ロッテとのクライマックスシリーズ ファイナルステージ第4戦（10月21日・Kスタ宮城）に4番手で登板。2/3イニングを抑えるとともに、NPBのポストシーズン史上最年長勝利投手になった。
2014年には、44歳4か月で迎えた7月2日の対オリックス戦（京セラドーム大阪）でセーブを記録。小宮山悟が持っていた44歳0か月のNPB公式戦最年長セーブ記録を更新した。7月11日の千葉ロッテマリーンズ戦（コボスタ宮城）でも、9回表の1イニングを無失点に抑えて最年長セーブ記録を更新。44歳4か月で臨んだ7月21日の埼玉西武ライオンズ戦（西武ドーム）では、NPBの右投手としての最年長勝利を記録。シーズン通算では、一軍公式戦31試合の登板で、防御率2.59を記録した。
2015年には、開幕を二軍で迎えたが、4月14日にシーズン初の出場選手登録。しかし、翌4月15日の対西武戦（西武プリンスドーム）で森友哉に本塁打を打たれるなど不調で、2試合に登板しただけで4月17日に登録を抹消された。「（加齢に伴う登板後の疲労回復の遅れや故障などで）戦力にならず、若手のチャンスをつぶしている。やれることを突き詰めてやってきたが、無意識のうちに（若手へ）託すものができた」として、8月16日に仙台市内で開かれた記者会見でこの年限りでの現役引退を表明。楽天球団では、雨天中止による振り替え試合であった10月4日の対ソフトバンク戦（コボスタ宮城）を、斎藤の引退試合として開催した。9回表の無死から「打者1人」という条件で登板した斎藤は、細川亨から空振りで三振を奪って現役生活を終了。試合後に開かれた引退セレモニーでの挨拶では、「今日まで魂を込めて、白球にこの身を挺してきましたが、心技体、チームの力にもなれず、私の体は限界です。後輩たちに全ての思いを託し、『野球人・斎藤隆』として、新しい第2の人生を歩んでいこうと思っています」と述べた。11月24日付で、日本野球機構（NPB）から任意引退選手として公示。

### 現役引退後
2015年10月には、NHK総合テレビの『サンデースポーツ』で「マンスリーキャスター」を務めた。2015年4月からマンスリーキャスター制度を導入した同番組が、野球関係者をマンスリーキャスターに起用したのは、2014年まで楽天の一軍監督だった初代（4月担当）キャスターの星野仙一以来2人目である。
『サンデースポーツ』の「マンスリーキャスター」担当最終日（2015年10月25日）の放送では、「メジャーリーグをはじめ、アメリカのさまざまな野球のシステムについて学んでいきたい」という抱負を明らかにするとともに、現役選手時代にマネジメント契約を結んでいた吉本興業に契約社員として入社することを公表した。同社がマネジメントを担当していたプロ野球選手を、現役引退後に契約社員として採用したのは、斎藤と同じく投手としてメジャーリーグからのNPB復帰を経験した石井一久（2014年4月1日付で採用）に次いで2例目である。
2015年11月18日には、プロ野球球団の編成部門における実務を学ぶ目的で、インターン（無報酬の研修生）という立場でサンディエゴ・パドレスの編成業務に加わることを表明。11月22日に高知東部球場で日本国内初のトライアウトを視察したことを皮切りに、同年12月から1年間にわたって、ウィンター・ミーティング、編成、データ分析、代理人との折衝などに携わった。NPBでのプレー経験がある日本人の元プロ野球選手で、選手時代に在籍した球団とは無関係のMLB球団のフロントへ留学した人物は、斎藤が初めてである。
2016年には、パドレスにインターンとして所属しながら、2月から月に1回のペースで朝日新聞の夕刊スポーツ面に「斎藤隆の米見聞録」、『スポーツニッポン』に「斎藤隆のパドレス留学記」（水曜日に随時連載）というコラムを寄稿。その一方で、レギュラーシーズン前の3月に東京ドームで開かれた「侍ジャパン強化試合 日本 vs チャイニーズタイペイ」では、日本代表の投手コーチを務めた。シーズン中には、NHK BSのMLB公式戦中継へ、ゲスト解説者として随時出演。
2017年1月1日付で、パドレスのベースボールオペレーションアドバイザー兼パシフィックリムアドバイザー（編成本部環太平洋顧問）に就任。若手選手の育成や、チーム戦略の立案などに携わりながら、アメリカを拠点に日本球界との連携強化を担った。パドレスのアドバイザーを務める日本人は、元・メジャーリーガー（右投手）で斎藤と同じく現役時代に同球団でのプレーを経験しなかった野茂英雄（2016年就任）に次いで2人目である。なお、朝日新聞の連載コラムについては、「斎藤隆の野球見聞録」と改題したうえで、2019年12月まで月に1回のペースで継続していた。
2019年限りでパドレスの顧問を退任し、翌2020年シーズンは東京ヤクルトスワローズの一軍投手コーチを務めた。大学時代から親交のある高津臣吾の一軍監督就任に伴う入団で、楽天投手時代の一軍監督だった星野と同じ背番号77を自身の意向で着用。またこの年から、登録名を「斎」の字を変更した齋藤 隆としている。プロ野球の球団でのコーチは初めてながら、就任当初はベンチ担当で、前年のチーム防御率がNPB全12球団で最下位（4.78）だった投手陣の再建を託されていた。もっとも、実際にはシーズン終盤に、石井弘寿と入れ替わる格好でブルペン担当へ異動。結局、チーム防御率は前年と同じく12球団で最下位（4.61）、チーム自体もセ・リーグの最下位に終わった。球団からはコーチ契約の延長を打診されたが、投手陣の再建を果たせなかった責任から、熟考を重ねた末に打診を固辞。結局、チームのレギュラーシーズン全日程終了翌日（11月11日）に、コーチを辞任することが球団から発表された。
2021年には、NHKBS1のMLB中継の野球解説者へ復帰するとともに、『朝日新聞』の夕刊スポーツ面で4月から「斎藤隆の野球見聞録」の連載を再開。その一方で、テレビ東京・仙台放送・tvk・TBSチャンネルの野球解説者を新たに務めている。
同年11月3日、横浜DeNAベイスターズとのコーチ契約を結んだことを発表した。役職は一軍チーフ投手コーチで、背番号は91。春季キャンプ中の2月19日、フラつきがあるとトレーナーに相談し沖縄県内の病院で検査を受けたところ、小脳梗塞と診断された。迅速に対応したため後遺症もなく、同月26日に退院し、横浜に戻ってからは通院を続け休養を取りながら指導に当たった。シーズンも残りわずかとなった9月26日、通院や薬の服用も終わり、完全回復したことを明らかにした。この年は前年12球団ワースト（4.12）だったチーム防御率をリーグ3位（3.48）に改善させた。2023年はチーム防御率3.16で前年よりも改善した。同年限りでコーチを退任し、本部長付アドバイザーに就任した。

## 選手としての特徴
| 球種           | 配分 % | 平均球速 mph (km/h) | 水平運動 in | 鉛直運動 in |
| -------------- | ------ | ------------------- | ----------- | ----------- |
| フォーシーム   | 51     | 94 (152)            | -5.3        | 11.9        |
| スライダー     | 22     | 84 (135)            | 4.6         | 2.1         |
| カーブ         | 13     | 78 (126)            | 5.5         | -5.8        |
| シンカー       | 13     | 93 (150)            | -9.7        | 6.2         |
| チェンジアップ | 1      | 89 (142)            | -3.7        | 3.5         |

スリークォーターからスライダーとフォーシームを武器に三振を奪い、2010年までメジャー通算の奪三振率は11.0を記録している。他にもカーブとシュートを持ち球とし、かつてはフォークも投げていたが、メジャー移籍に際して、自信のあるボールしか通用しないと考え、失投の確率のあるフォーク、シュートを封印し、フォーシーム、スライダー、カーブの3球種だけを投げるようになった。
メジャーで成功を収めることができた要因として、持ち球のひとつである右打者の外角へ鋭く逃げるスライダーが、メジャーリーグの外に広いストライクゾーンに適合していたことが挙げられる。加えて左打者へのバックドア（外のボールゾーンからストライクゾーンに入ってくるスライダー）も大きな武器になり、日本ではボールと判定されていたコースでストライクを取れるため、左右に関係なく優位に対戦を進めることができるようになり、2007年までドジャースの監督を務めたグレイディ・リトルは斎藤について「サミーをクローザーに持つということは、銀行に貯金がたくさんあることと同じ。あのスライダーがある限り、崩れることはない」と高く評価した。また、日本時代に比べて10km/h近く球速がアップし2007年には平均球速93.2mph（約150km/h）と最速99mph（約159km/h）を記録。更に40歳を越えてなお平均球速91.8mph（約147.8km/h）と最速95mph（約153km/h）を記録し、2010年には速球の被ウェルヒット率（アウトやヒットに関わらず相手打者に良い当たりを打たれた率）で両リーグ3位の.139、奪空振り率で両リーグ1位の33.5パーセントを記録。川上憲伸は「40歳であの球を投げるとは」と驚嘆したという。その要因として、メジャーリーグで渡米した際に「投げるために必要な筋肉を専門的にトレーニングした結果、球速が伸びた。37歳で最速159km/h（当時）を1km/hぬりかえることができた」と語っている。

## 人物
三兄弟の末弟で、兄弟揃って東北高校硬式野球部のOB。長兄は2年（1982年）・3年（1983年）時に選抜高等学校野球大会、次兄は3年時の1985年に春夏連続で甲子園球場の全国大会へ出場した。その影響で、自身も物心が付いた時から、自宅で長兄の練習を手伝っていたという。東北高校への進学をめぐっては、「（硬式野球部では）絶対通用しない」という理由で2人から反対されたが、結局は自身の意思で兄と同じ道を選んだ。
ブレーブスの投手だった2010年には、メジャーリーグが舞台のテレビアニメ『メジャー』の第6シリーズ（NHK教育テレビ）を、現役メジャーリーガーの立場で監修した。
2015年シーズンまでは、大洋に入団した選手のうち、谷繁元信（1989年ドラフト1位）・自身と同期入団の三浦大輔と共にNPBで現役生活を続けていた。しかし、斎藤・谷繁とも、同年限りで現役を引退。DeNAに選手兼任コーチとして所属していた三浦が、大洋出身者で最後の現役選手になった（2016年シーズンで現役を引退）。
2020年からヤクルトの一軍投手コーチへ就任したが、現役引退の直後にも、NPBの球団からコーチへの就任を打診されていた。しかし、「野球選手が（引退して）社会に出ると、『（自分は社会で通用するだけのスキルを）何も持っていない』という現実にぶち当たる。スポーツ界で必要とされる人材になるには、野球選手として一番得意なコーチを務める前に、それなりのスキルを身につけないといけない」という理由で打診を固辞。東北楽天でNPBへ復帰した際に待遇面でのMLBとの違いに疑問を感じたこともあって、MLB球団のインターンとして、編成の現場で実務を学ぶ道を選んだ。ただし実際には、インターン期間中に、野球日本代表の投手コーチを務めている。
現役時代に在籍していなかったパドレスを留学先に選んだことには、ドジャースのスカウト部長時代に斎藤の獲得へ奔走したローガン・ホワイトが、パドレスのゼネラルマネジャー付きシニアアドバイザーを務めていることが大きく影響している。斎藤は、現役引退を表明した2015年の8月中旬に、日本人選手の視察で来日していたホワイトと東京で再会。ドジャースへの入団以来「恩人」と慕っているホワイトに対して、現役引退を直々に報告するとともに、「今後はできれば球団の中のこと（編成業務）を勉強したい」と打ち明けた。当日にアメリカへ戻ることを予定していたホワイトは、交通機関が軒並み混雑するお盆休み中にもかかわらず、当時住んでいた仙台から7時間がかりで会いに来た斎藤の誠意に感激。再会の直後には、球団の上層部に対して、斎藤の受け入れを打診した。その結果、「NPBのどの球団にも所属しない」「パドレスから報酬や通訳を出さない」「編成部内のほぼすべての会議へ参加させる」「球団の機密事項をすべて公開する」「会議を含めて、編成部員としてのコミュニケーション手段をビジネス英語に限る」「編成部内の会議には録音機器を持ち込まない」という条件で、1年間の受け入れが認められた。インターン期間中には、球団経営に対する意欲の高さや、日米両球界でのプレー経験をパドレスの上層部が高く評価。期間満了を機に、アドバイザーとして正式に契約するに至った。
前述の通り、1996年のシーズンでは松井秀喜から本塁打を7本打たれているが、これは松井が1年を通じて同じNPBの投手から打った本数の中でも歴代最多記録である（2番目に多いのは2002年度シーズン内で藤井秀悟が打たれた6本）。この年は打たれた安打の7本がすべて本塁打であるが、25打数7安打で打率は2割8分。そのため、特別に松井を苦手にしていたわけではない。松井からは通算でも本塁打を13本打たれているが、こちらも同じく松井に本塁打を打たれたことのある歴代NPB投手の中でも最多記録となっている。

## 詳細情報

### 年度別投手成績
| 年 度     | 球 団     | 登 板 | 先 発 | 完 投 | 完 封 | 無 四 球 | 勝 利 | 敗 戦 | セ 丨 ブ | ホ 丨 ル ド | 勝 率 | 打 者 | 投 球 回 | 被 安 打 | 被 本 塁 打 | 与 四 球 | 敬 遠 | 与 死 球 | 奪 三 振 | 暴 投 | ボ 丨 ク | 失 点 | 自 責 点 | 防 御 率 | W H I P |
| --------- | --------- | ----- | ----- | ----- | ----- | -------- | ----- | ----- | -------- | ----------- | ----- | ----- | -------- | -------- | ----------- | -------- | ----- | -------- | -------- | ----- | -------- | ----- | -------- | -------- | ------- |
| 1992      | 大洋 横浜 | 6     | 2     | 0     | 0     | 0        | 0     | 2     | 0        | --          | .000  | 76    | 16.0     | 18       | 2           | 10       | 0     | 0        | 21       | 2     | 0        | 16    | 15       | 8.44     | 1.75    |
| 1993      | 大洋 横浜 | 29    | 23    | 2     | 0     | 0        | 8     | 10    | 0        | --          | .444  | 627   | 149.0    | 127      | 15          | 61       | 1     | 6        | 125      | 7     | 0        | 66    | 63       | 3.81     | 1.26    |
| 1994      | 大洋 横浜 | 28    | 27    | 7     | 3     | 1        | 9     | 12    | 0        | --          | .429  | 769   | 181.0    | 175      | 5           | 69       | 4     | 8        | 169      | 2     | 0        | 70    | 63       | 3.13     | 1.35    |
| 1995      | 大洋 横浜 | 26    | 26    | 2     | 0     | 0        | 8     | 9     | 0        | --          | .471  | 682   | 162.0    | 166      | 13          | 45       | 1     | 6        | 132      | 1     | 0        | 79    | 71       | 3.94     | 1.30    |
| 1996      | 大洋 横浜 | 28    | 27    | 11    | 2     | 0        | 10    | 10    | 0        | --          | .500  | 801   | 196.2    | 157      | 31          | 63       | 1     | 11       | 206      | 4     | 1        | 80    | 72       | 3.29     | 1.12    |
| 1998      | 大洋 横浜 | 34    | 18    | 1     | 0     | 0        | 13    | 5     | 1        | --          | .722  | 572   | 143.2    | 131      | 9           | 23       | 1     | 2        | 101      | 2     | 0        | 49    | 47       | 2.94     | 1.07    |
| 1999      | 大洋 横浜 | 26    | 26    | 5     | 2     | 2        | 14    | 3     | 0        | --          | .824  | 754   | 184.2    | 178      | 32          | 31       | 0     | 6        | 125      | 1     | 1        | 83    | 81       | 3.95     | 1.13    |
| 2000      | 大洋 横浜 | 19    | 19    | 1     | 1     | 0        | 6     | 10    | 0        | --          | .375  | 493   | 115.2    | 123      | 17          | 36       | 1     | 3        | 97       | 1     | 0        | 74    | 71       | 5.52     | 1.37    |
| 2001      | 大洋 横浜 | 50    | 0     | 0     | 0     | 0        | 7     | 1     | 27       | --          | .875  | 251   | 64.2     | 51       | 6           | 14       | 3     | 0        | 60       | 0     | 0        | 12    | 12       | 1.67     | 1.01    |
| 2002      | 大洋 横浜 | 39    | 0     | 0     | 0     | 0        | 1     | 2     | 20       | --          | .333  | 197   | 47.2     | 37       | 5           | 15       | 3     | 4        | 46       | 0     | 0        | 17    | 13       | 2.45     | 1.09    |
| 2003      | 大洋 横浜 | 17    | 17    | 1     | 0     | 0        | 6     | 7     | 0        | --          | .462  | 439   | 103.1    | 103      | 16          | 22       | 1     | 9        | 72       | 1     | 0        | 59    | 48       | 4.18     | 1.21    |
| 2004      | 大洋 横浜 | 16    | 7     | 0     | 0     | 0        | 2     | 5     | 0        | --          | .286  | 211   | 44.1     | 64       | 12          | 13       | 0     | 2        | 37       | 1     | 1        | 41    | 38       | 7.71     | 1.74    |
| 2005      | 大洋 横浜 | 21    | 16    | 0     | 0     | 0        | 3     | 4     | 0        | 1           | .429  | 457   | 106.0    | 111      | 12          | 29       | 1     | 7        | 93       | 2     | 0        | 50    | 45       | 3.82     | 1.33    |
| 2006      | LAD       | 72    | 0     | 0     | 0     | 0        | 6     | 2     | 24       | 7           | .750  | 303   | 78.1     | 48       | 3           | 23       | 3     | 2        | 107      | 2     | 0        | 19    | 18       | 2.07     | 0.91    |
| 2007      | LAD       | 63    | 0     | 0     | 0     | 0        | 2     | 1     | 39       | 1           | .667  | 234   | 64.1     | 33       | 5           | 13       | 0     | 3        | 78       | 0     | 0        | 10    | 10       | 1.40     | 0.72    |
| 2008      | LAD       | 45    | 0     | 0     | 0     | 0        | 4     | 4     | 18       | 0           | .500  | 197   | 47.0     | 40       | 1           | 16       | 3     | 2        | 60       | 1     | 0        | 14    | 13       | 2.49     | 1.19    |
| 2009      | BOS       | 56    | 0     | 0     | 0     | 0        | 3     | 3     | 2        | 2           | .600  | 240   | 55.2     | 50       | 6           | 25       | 2     | 5        | 52       | 1     | 0        | 16    | 15       | 2.43     | 1.35    |
| 2010      | ATL       | 56    | 0     | 0     | 0     | 0        | 2     | 3     | 1        | 17          | .400  | 221   | 54.0     | 41       | 4           | 17       | 2     | 0        | 69       | 2     | 0        | 20    | 17       | 2.83     | 1.07    |
| 2011      | MIL       | 30    | 0     | 0     | 0     | 0        | 4     | 2     | 0        | 10          | .667  | 108   | 26.2     | 21       | 2           | 9        | 2     | 1        | 23       | 2     | 0        | 6     | 6        | 2.03     | 1.13    |
| 2012      | ARI       | 16    | 0     | 0     | 0     | 0        | 0     | 0     | 0        | 2           | ----  | 60    | 12.0     | 17       | 4           | 5        | 1     | 1        | 11       | 1     | 0        | 14    | 9        | 6.75     | 1.83    |
| 2013      | 楽天      | 30    | 0     | 0     | 0     | 0        | 3     | 0     | 4        | 4           | 1.000 | 111   | 26.2     | 25       | 1           | 10       | 0     | 1        | 25       | 2     | 0        | 7     | 7        | 2.36     | 1.31    |
| 2014      | 楽天      | 31    | 0     | 0     | 0     | 0        | 1     | 1     | 3        | 9           | .500  | 134   | 31.1     | 27       | 2           | 15       | 2     | 2        | 21       | 2     | 0        | 9     | 9        | 2.59     | 1.34    |
| 2015      | 楽天      | 3     | 0     | 0     | 0     | 0        | 0     | 0     | 0        | 0           | .000  | 12    | 2.1      | 5        | 1           | 1        | 0     | 0        | 1        | 0     | 0        | 2     | 2        | 7.71     | 2.57    |
| NPB：16年 | NPB：16年 | 403   | 208   | 30    | 8     | 3        | 91    | 81    | 55       | 14          | .529  | 6586  | 1575.0   | 1498     | 179         | 457      | 19    | 67       | 1331     | 28    | 3        | 714   | 657      | 3.75     | 1.24    |
| MLB：7年  | MLB：7年  | 338   | 0     | 0     | 0     | 0        | 21    | 15    | 84       | 39          | .583  | 1363  | 338.0    | 250      | 25          | 108      | 13    | 14       | 400      | 9     | 0        | 99    | 88       | 2.34     | 1.06    |

- 各年度の太字はリーグ最高
- 大洋（横浜大洋ホエールズ）は、1993年に横浜（横浜ベイスターズ）に球団名を変更

### 年度別守備成績
| 年 度 | 球 団     | 投手（P） | 投手（P） | 投手（P） | 投手（P） | 投手（P） | 投手（P） |
| 年 度 | 球 団     | 試 合     | 刺 殺     | 補 殺     | 失 策     | 併 殺     | 守 備 率  |
| ----- | --------- | --------- | --------- | --------- | --------- | --------- | --------- |
| 1992  | 大洋 横浜 | 6         | 0         | 2         | 1         | 0         | .667      |
| 1993  | 大洋 横浜 | 29        | 15        | 16        | 1         | 3         | .969      |
| 1994  | 大洋 横浜 | 28        | 8         | 24        | 0         | 4         | 1.000     |
| 1995  | 大洋 横浜 | 26        | 7         | 23        | 2         | 1         | .938      |
| 1996  | 大洋 横浜 | 28        | 14        | 17        | 2         | 2         | .939      |
| 1998  | 大洋 横浜 | 34        | 6         | 23        | 1         | 2         | .967      |
| 1999  | 大洋 横浜 | 26        | 11        | 26        | 1         | 1         | .974      |
| 2000  | 大洋 横浜 | 19        | 8         | 18        | 0         | 0         | 1.000     |
| 2001  | 大洋 横浜 | 50        | 3         | 5         | 1         | 1         | .889      |
| 2002  | 大洋 横浜 | 39        | 2         | 2         | 0         | 0         | 1.000     |
| 2003  | 大洋 横浜 | 17        | 9         | 12        | 1         | 0         | .955      |
| 2004  | 大洋 横浜 | 16        | 1         | 4         | 0         | 0         | 1.000     |
| 2005  | 大洋 横浜 | 21        | 3         | 18        | 0         | 2         | 1.000     |
| 2006  | LAD       | 72        | 2         | 7         | 0         | 2         | 1.000     |
| 2007  | LAD       | 63        | 3         | 10        | 0         | 5         | 1.000     |
| 2008  | LAD       | 45        | 1         | 5         | 0         | 0         | 1.000     |
| 2009  | BOS       | 56        | 3         | 7         | 1         | 1         | .909      |
| 2010  | ATL       | 56        | 4         | 2         | 0         | 0         | 1.000     |
| 2011  | MIL       | 30        | 0         | 2         | 0         | 0         | 1.000     |
| 2012  | ARI       | 16        | 1         | 0         | 0         | 0         | 1.000     |
| 2013  | 楽天      | 30        | 1         | 3         | 0         | 0         | 1.000     |
| 2014  | 楽天      | 31        | 1         | 4         | 0         | 0         | 1.000     |
| 2015  | 楽天      | 3         | 1         | 0         | 0         | 0         | 1.000     |
| NPB   | NPB       | 403       | 90        | 197       | 10        | 16        | .966      |
| MLB   | MLB       | 338       | 14        | 33        | 1         | 8         | .979      |

- 各年度の太字はリーグ最高

### タイトル
NPB
- 最多奪三振：1回（1996年）

### 表彰
NPB
- 月間MVP：1回（1996年4月）
- カムバック賞：1回（1998年）
- 日本シリーズ優秀選手賞：1回（1998年）
- 優秀JCB・MEP賞：2回（1994年、1996年）
- JA全農Go・Go賞：1回（最多奪三振賞：1994年5月）

MLB
- 救援最多奪三振：1回（2006年）
- 月間最優秀救援：1回（2007年8月）

### 記録

#### NPB
初記録
投手記録
- 初登板・初先発登板：1992年4月7日、対広島東洋カープ1回戦（横浜スタジアム）、4回1/3を3失点で敗戦投手
- 初奪三振：同上、1回表に野村謙二郎から
- 初勝利・初先発勝利・初完投勝利：1993年4月29日、対読売ジャイアンツ4回戦（横浜スタジアム）、9回1失点
- 初完封勝利：1994年4月10日、対中日ドラゴンズ2回戦（ナゴヤ球場）
- 初セーブ：1998年4月12日、対読売ジャイアンツ3回戦（横浜スタジアム）、6回表に2番手として救援登板・完了、4回無失点
- 初ホールド：2005年7月10日、対広島東洋カープ7回戦（鹿児島県立鴨池野球場）、7回表二死に2番手として救援登板、1/3回無失点

打撃記録
- 初安打・初打点：1993年4月29日、対読売ジャイアンツ4回戦（横浜スタジアム）、7回裏に桑田真澄から左中間適時二塁打

節目の記録
- 1000投球回：1999年8月21日、対ヤクルトスワローズ19回戦（明治神宮野球場）、5回裏三死目に宮本慎也を二飛 ※史上281人目
- 1000奪三振：2001年6月26日、対ヤクルトスワローズ13回戦（長野オリンピックスタジアム）、9回裏に岩村明憲から ※史上104人目
- 1500投球回：2005年9月19日、対広島東洋カープ19回戦（横浜スタジアム）、5回表二死目に新井貴浩を右飛 ※史上156人目

その他の記録
- ポストシーズン最年長勝利：43歳8か月、2013年10月21日、クライマックスシリーズファイナルステージ対千葉ロッテマリーンズ第4戦（日本製紙クリネックススタジアム宮城）、7回表途中に救援登板
- 最年長セーブ：44歳4か月、2014年7月11日、対千葉ロッテマリーンズ10回戦（楽天Koboスタジアム宮城）、9回表に6番手として救援登板、1回無失点
- オールスターゲーム出場：4回（1994年、1996年、1999年、2001年）

#### MLB
- セーブ数球団新人歴代1位：24セーブ（2006年9月28日、対サンフランシスコ・ジャイアンツ戦）
- 初セーブ機会からの救援成功率メジャー歴代1位（2007年6月26日）
- MLBオールスターゲーム出場：1回（2007年）

### 背番号
- 11（1992年 - 2005年）
- 44（2006年 - 2008年、2013年 - 2015年）
- 24（2009年）
- 40（2010年 - 2011年）
- 48（2012年）
- 77（2020年）
- 91（2022年 - 2023年）

### 登録名
- 斎藤 隆（さいとう たかし、1992年 - 2005年、2013年 - 2015年）
- 齋藤 隆（さいとう たかし、2020年、2022年 - 2023年）

### 代表歴
- 第20回日米大学野球選手権大会 日本代表